# Shigeru Ban
Shigeru Ban (坂 茂 Ban Shigeru?) (Tokio, 5 de agosto de 1957) es un arquitecto japonés célebre por su trabajo con papel, en particular con los tubos de cartón reciclado. Su obra incluye la construcción de residencias privadas y edificios emblemáticos alternando estos proyectos con soluciones de diseño para alojar a las víctimas de desastres. El arquitecto cuenta con estudios de arquitectura en Tokio, París y Nueva York.
Según The New York Times, aunque los arquitectos Le Corbusier y Mies van der Rohe fueron los principales referentes de Ban en los inicios de su formación profesional, quienes dejaron una huella más patente en su trabajo fueron Alvar Aalto, Buckminster Fuller y Frei Otto, así como los arquitectos de las Case Study Houses que se comenzaron a construir en los años 1940 en del sur de California.
Después de estudiar arquitectura en Estados Unidos, Ban creó la agencia Shigeru Ban & Associates en Tokio en 1985, y desde entonces construyó varios edificios públicos en diferentes países, así como casas, templos, algunas obras temporales y nómadas (Museo Nómada, 2007). También realiza actividades de enseñanza y fue consultor del Alto Comisionado de las Naciones Unidas para los Refugiados (1995-1999).
Ban es un referente internacional de la arquitectura humanitaria. Ha auxiliado a víctimas de crisis humanitarias en Filipinas, India, Italia, Japón, Ruanda o Sri Lanka, para darles refugio con arquitecturas provisionales.

## Biografía
Shigeru Ban nació en Tokio el 5 de agosto de 1957. Su padre trabajaba para Toyota y su madre, que fue diseñadora de moda, ampliaba periódicamente la casa familiar para alojar a sus costureras. La edificación estaba hecha de madera y las renovaciones eran constantes, por lo que la infancia de Ban estuvo marcada por la carpintería. Ban se fijaba en el trabajo de los carpinteros en su casa, lo que lo llevó a apreciar dicha profesión.
Ban ha dicho que su padre no quería que fuera arquitecto, ni que estudiara en EE. UU. Por su parte, su madre siempre lo apoyó, incluso financieramente.

### Formación
Durante sus clases de arte en secundaria le mandaron hacer el modelo de una casa. Entonces descubrió su pasión por la arquitectura, y tras consultar en una revista un artículo sobre la obra de John Hejduk —decano de la facultad de arquitectura de Cooper Union—, Ban decidió que quería estudiar en Cooper Union. Sin embargo acabó matriculándose en el Southern California Institute of Architecture, donde realizó sus estudios entre 1977 y 1980. Posteriormente continuó sus estudios en la Cooper Union School of Architecture, entre los años 1980 y 1984 bajo la tutela de John Hejduk. Durante esta época trabajó un año en el estudio de Arata Isozaki entre 1982 y 1983.
Suele considerársele un arquitecto tradicional japonés, a pesar de que no estudió en su país y además creció en una casa de estilo occidental. Su interés por la arquitectura japonesa solo se despertó en Estados Unidos.

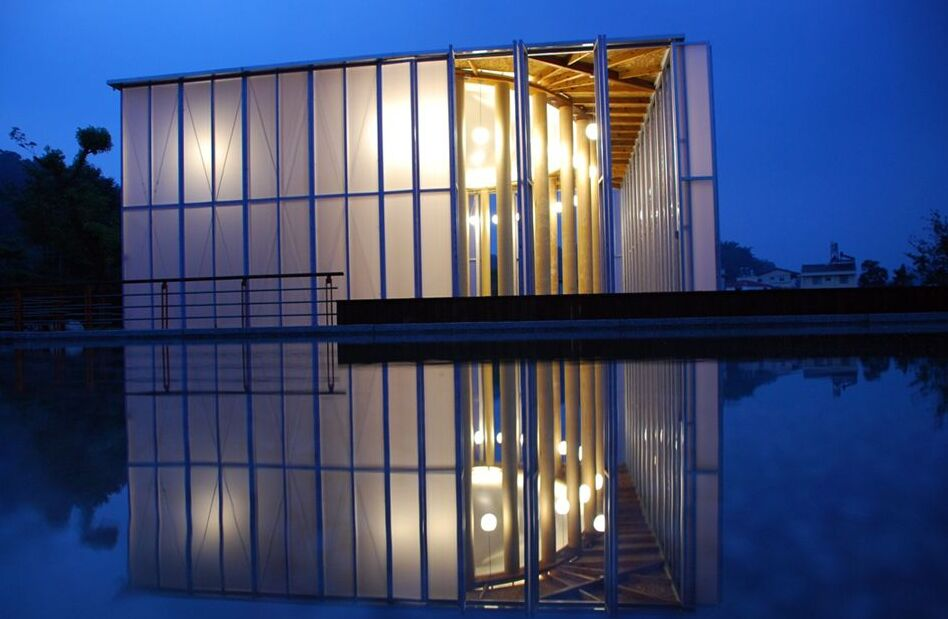
El Domo de papel fue inicialmente construido en Kōbe después del terremoto de 1995. Posteriormente fue desmantelado y donad a Taiwán para su reconstrucción en 2008.

## Trayectoria profesional
En 1985, Shigeru Ban fundó su propio estudio de arquitectura en Tokio. En una visita a su madre en Japón, ella le pidió que le realizara una casa. A partir de allí los proyectos se fueron sucediendo en su país.
La primera edificación de su serie de construcciones hechas de tubos de papel fue el Paper Arbor en 1989. En esta construcción los tubos de papel fueron usados estructuralmente como pilares circulares.pg107 Cuarenta y ocho de estos tubos fueron protegidos para que fueran impermeables, después fueron colocados en una base prefabricada de hormigón con hendiduras para recibir estos tubos de papel.
Tras la crisis humanitaria, consecuencia del Genocidio de Ruanda, Ban propuso a la ONU la construcción de tiendas utilizando tubos de cartón en vez de elementos metálicos. Al año siguiente, el Gran terremoto de Hanshin-Awaji dejó a muchas personas sin casa durante varios meses. Entonces Ban contribuyó a aliviar la situación de una manera económica y rápida, diseñando la Casa de papel y el Domo de papel.

### SigloXXI

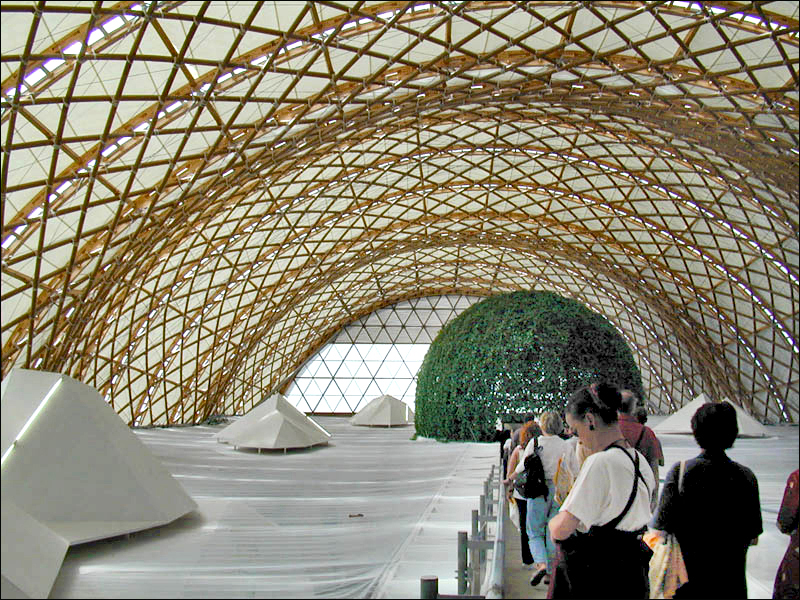
Pabellón japonés para la Expo 2000.

Shigeru Ban diseñó el pabellón japonés para la Expo 2000 en Hannover, en colaboración con arquitecto alemán Frei Otto. También colaboró con el arquitecto uruguayo Rafael Viñoly con quien presentó un proyecto para el sitio del World Trade Center en la Nueva York tras los atentados del 11 de septiembre de 2001.
Entre 2008 y 2009 la dirección de la fundación del Centro Pompidou permitió a Ban construir una oficina temporal, realizada en cartón y plástico, en la terraza del Centro Pompidou de París para así facilitarle la elaboración de la documentación necesaria para el desarrollo y la dirección de las obras del Centro Pompidou-Metz.
Ban se movilizó nuevamente tras el terremoto y tsunami de Japón de 2011. Para auxiliar a los damnificados, construyó una “pequeña ciudad” cerca de Ishinomaki, hecha con contenedores]. En el mismo sentido, Ban comenzó un proyecto para reconstruir hogares para las víctimas del Terremoto de Nepal de abril de 2015. Las estructuras de las casas son de madera enmarcada, por su flexibilidad, y construidas completamente con paredes de ladrillo. Las casas se construyen de manera rápida y fácil. Además, los nepaleses pueden usarlas para muchos otros fines, como escuelas.
En marzo de 2014 Ban fue anunciado como ganador del Premio Pritzker, siendo el séptimo arquitecto de Japón en recibir el galardón. El Jurado declaró que escogió a Ban por su uso innovador de los materiales y sus esfuerzos humanitarios alrededor del mundo, citando que es "un profesor comprometido que no solo representa un modelo a seguir para la generación más joven, sino también una fuente de inspiración".
En junio de 2020, firmó junto con otros arquitectos, chefs, premios Nobel de Economía y líderes de organizaciones internacionales el llamamiento a favor de la economía púrpura («Por un renacimiento cultural de la economía»), publicado en El País, Corriere della Sera y Le Monde.
En 2022 fue galardono con el Premio Princesa de Asturias de la Concordia.

## Proyectos
Arquitecto

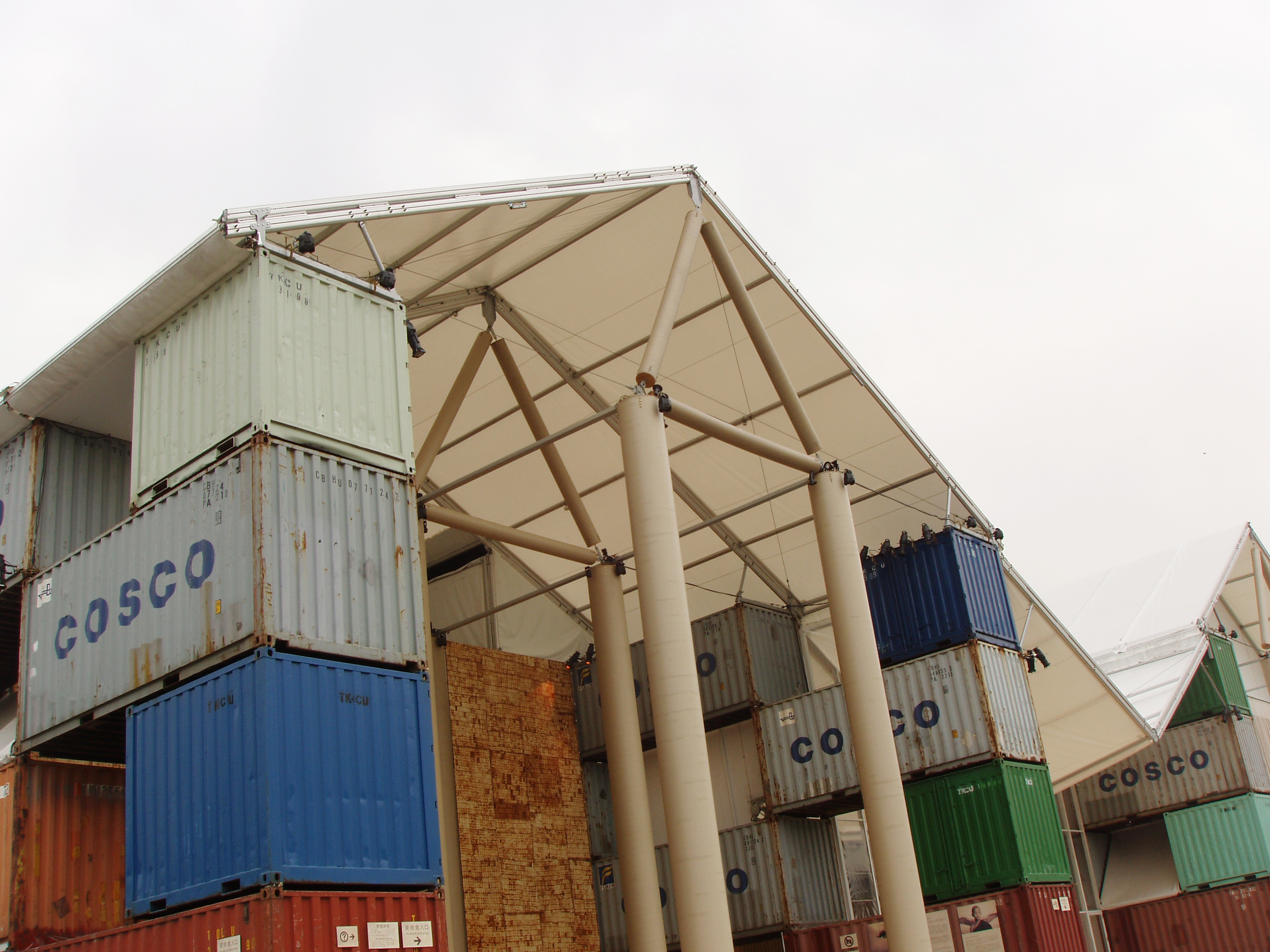
Museo Nómada.

- 1987: Villa K, ubicada en Chino, Nagano, Japón. Esta casa está formada por tres paredes; la estructura tiene un techo inclinado en forma de triángulo equilátero.
- 1992: Housing at Shakujii Park, edificio de departamentos en Nerima-Ku, Tokio.
- 1994, House of a dentist, planta rectangular de 26 por 59 pies, ubicada en Setagaya-Ku, Tokio.
- 1995: el Domo de papel, la Casa pared-cortina, y la Casa de papel.
- 2000: Pabellón Japonés para la Expo 2000 en Hannover, y Naked House (Kawagoe).
- 2002: Picture Window House, Izu, Shizuoka, Japan.
- 2003: Gana el concurso para el Centre Pompidou-Metz (Francia).
- 2005: Museo Nómada.
- 2010: Villa Vista, Weligama, Sri Lanka.

Diseñador
- 1998: la colección de muebles llamada "The Carta" se caracteriza por los tubos de papel o cartón utilizados en su elaboración por Cappellini.
- 1986: Ban diseña un espacio de exhibición asemejado a un interior del arquitecto Alvar Aalto en la galería Axis, Tokio, Japón.
- 1993: Ban diseñó el sistema nombrado "L-Unit System". Esta colección consiste en madera en forma de "L" unidas en un patrón para formar sillas y mesas. El uso de un solo tipo de unidad facilita la transportación de los muebles, los cuales posteriormente serían utilizados para amueblar sus propios proyectos.